# Ira Glass

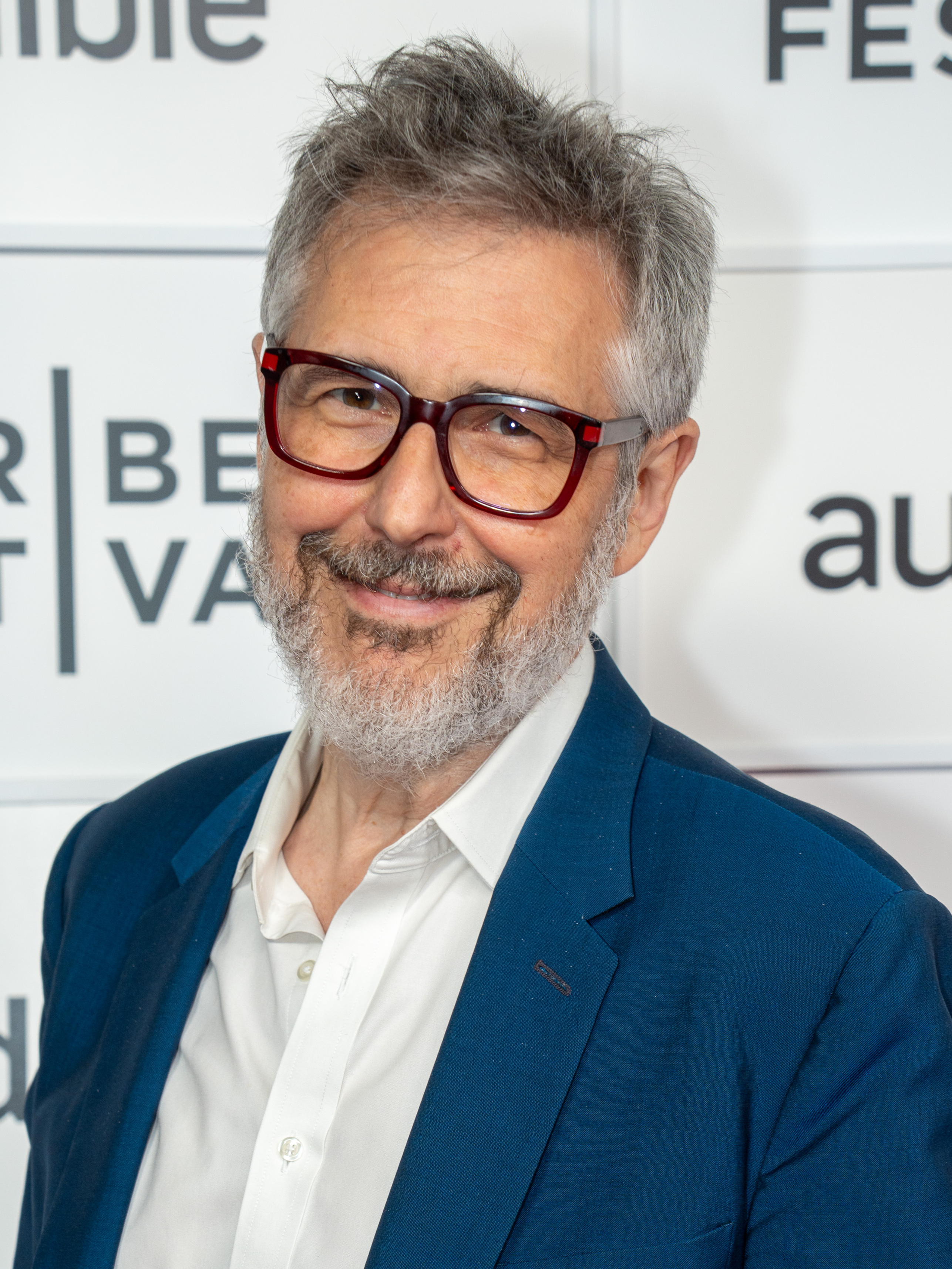
Ira Glass (2025)

Ira Glass (* 3. März 1959 in Baltimore, Maryland) ist ein US-amerikanischer Produzent, Hörfunk- und Fernsehmoderator. 1995 kreierte er die Sendung This American Life, die er bis heute moderiert.

## Leben
Glass wurde in Baltimore geboren und wuchs jüdisch auf. Er studierte an der Northwestern University in Evanston und an der Brown University in Providence. 1982 schloss er sein Studium in Sprachwissenschaften an. Nach seinem Studium arbeitete er als Reporter, Autor und Moderator beim Radionetzwerk National Public Radio (NPR) für verschiedene Sendungen. Beim NPR hatte er mit 19 Jahren bereits als Praktikant gearbeitet.
Seit 1995 moderiert und produziert Glass die Hörfunksendung This American Life. Sie erreicht jede Woche über mehr als 500 Sender und als Podcast mehr als 1,7 Millionen Hörer. Die Beiträge von This American Life wurden mit einer Reihe von Preisen ausgezeichnet, darunter sechs Peabody Awards, und auch Glass selbst wurde für seine Arbeit mehrfach ausgezeichnet, etwa mit dem George Polk Award, dem Edward R. Murrow Award und von der American Academy of Arts and Letters. 2014 wurde er in die National Radio Hall of Fame aufgenommen.
Von 2007 bis 2009 moderierte Glass auch die gleichnamige Fernsehadaption von This American Life auf dem Fernsehsender Showtime. Trotz des Erfolgs der Sendung – sie wurde 2008 mit drei Emmy Awards ausgezeichnet – stellte Glass die Fernsehserie nach zwei Staffeln ein, um sich wieder voll auf die Hörfunksendung zu konzentrieren.
Glass lud den Autoren und Humoristen David Sedaris ein, seine Essays im NPR vorzutragen – ein wichtiger Ausgangspunkt für Sedaris' Karriere als unabhängiger Autor. Auch bei Sedaris' weiteren Essays für NPR fungierte Glass als Produzent.
1999 schrieb er gemeinsam mit der Comicbuchautorin Jessica Abel das Buch Radio: An Illustrated Guide. 2007 war er Herausgeber der Kurzgeschichtenanthologie The New Kings of Nonfiction. Er schrieb auch die Texte für Tamara Staples’ Fotoband The Fairest Fowl (2001) und Dennis Woods Kunstbuch Everything Sings: Maps for a Narrative Atlas (2010). 
2006 arbeitete er als Executive Producer an Paul Feigs Filmkomödie Oh je, du Fröhliche (engl.: Unaccompanied Minors). Der Film basiert auf einer wahren Geschichte, die Susan Burton erlebt und zuerst in TAL erzählt hat. 2012 produzierte er die Filmkomödie Sleepwalk with Me, deren Drehbuch er gemeinsam mit dem Komiker und Schauspieler Mike Birbiglia verfasste. 
Der Komponist Philip Glass ist ein Cousin seines Vaters.